# Gambiafloden
Gambiafloden (engelsk: Gambia River) er en stor flod i Vestafrika; 1.130 km lang fra Fouta Djallon-plateauet i det nordlige Guinea til Atlanterhavet ved Banjul. Halvdelen af floden er sejlbar.
Fra Fouta Djallon løber floden nordvest ind i den senegalesiske provins Tambacounda, gennem Niokolo-Koba Nationalpark, løber sammen med Nieri Ko og Koulountou før den går ind i Gambia ved Fatoto. Her løber floden for det meste vestover, men med et mæandrerende løb. Ca 100 km fra mundingen udvider den sig gradvis til en bredde på 10 km. 
Kunta Kinteh Ø, som ligger yderst i Gambiafloden nær Juffure, blev brugt under slavehandelen fra Afrika til USA. Øen står nu på UNESCOs verdensarvliste.
- Gambiafloden nær MacCarthy Island
- Gambiafloden i Niokolo-Koba nationalpark

- Wikimedia Commons har flere filer relateret til Gambiafloden

11°24′18″N 12°15′05″V / 11.40489°N 12.25147°V